# NGC 6338
NGC 6338 (другие обозначения — UGC 10784, MCG 10-24-116, ZWG 299.66, PGC 59947) — линзообразная галактика (S0) в созвездии Дракон.
Этот объект входит в число перечисленных в оригинальной редакции «Нового общего каталога».